# Liste der Monuments historiques in Badevel
Die Liste der Monuments historiques in Badevel führt die Monuments historiques in der französischen Gemeinde Badevel auf.

## Liste der Objekte
| Bezeichnung                | Beschreibung                           | Standort                          | Kennzeichnung | Schutzstatus | Datum | Bild |
| -------------------------- | -------------------------------------- | --------------------------------- | ------------- | ------------ | ----- | ---- |
| Orgel                      | Haupteintrag für PM25000081            | in der lutherischen Kirche (Lage) | PM25002844    | Classé       | 1977  |      |
| Instrumentalteil der Orgel | 1845 von Claude-Ignace Callinet gebaut | in der lutherischen Kirche (Lage) | PM25000081    | Classé       | 1977  |      |